# Saint-Hilaire-en-Woëvre
Saint-Hilaire-en-Woëvre is een gemeente, bestaande uit de plaatsen Butgneville-en-Woëvre en Saint-Hilaire-en-Woëvre en Wadonville-en-Woëvre, in het Franse departement Meuse in de regio Grand Est en telt 183 inwoners (2005).
De gemeente maakt deel uit van het kanton Étain in het arrondissement Verdun. Tot 1 januari 2015 was het deel van het kanton Fresnes-en-Woëvre, dat op die dag werd opgeheven.

## Geografie
De oppervlakte van Saint-Hilaire-en-Woëvre bedraagt 10,9 km², de bevolkingsdichtheid is 16,8 inwoners per km².

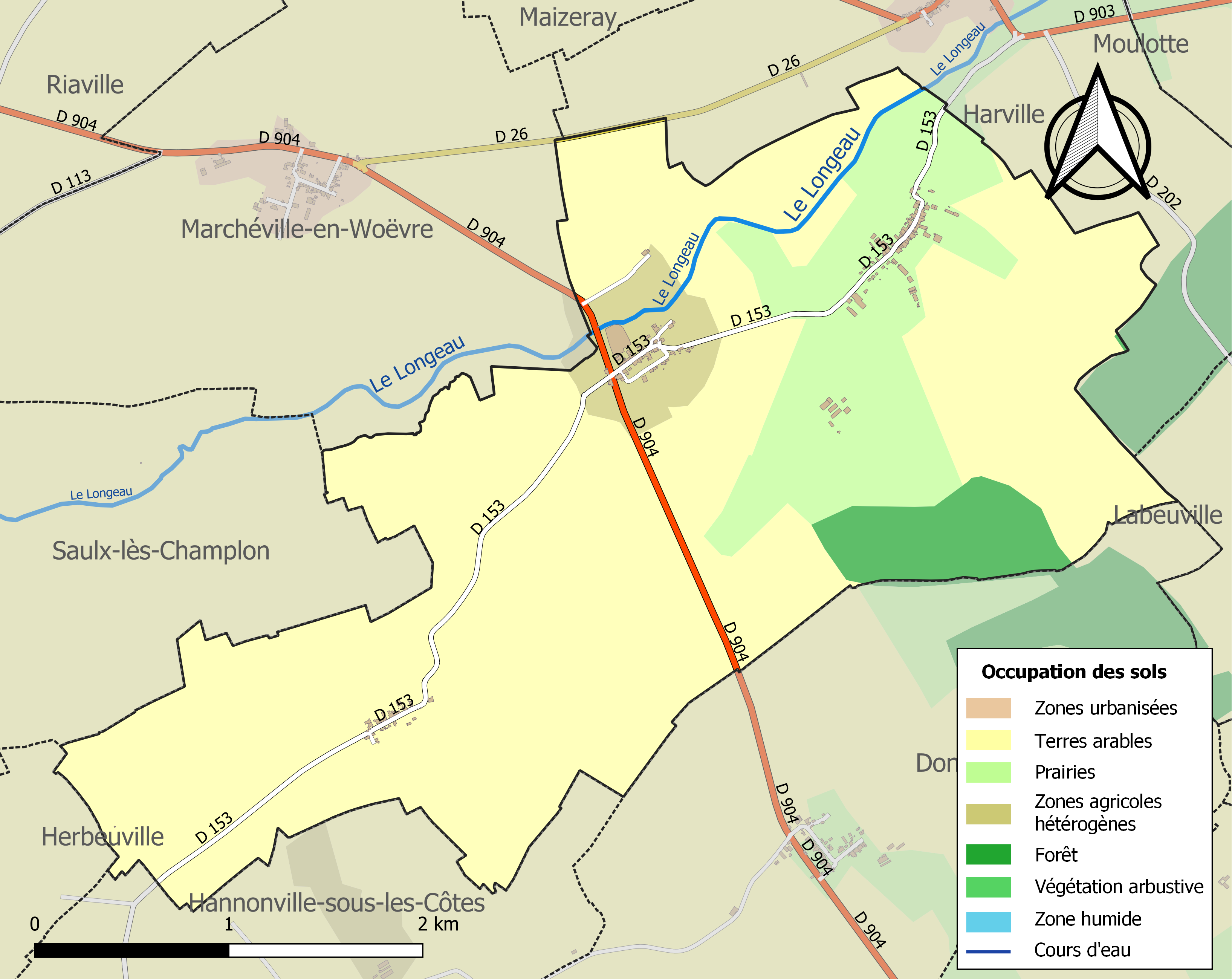
Kaart van de gemeente met de belangrijkste infrastructuur, bodemgebruik en omliggende gemeenten

## Demografie
Onderstaande figuur toont het verloop van het inwonertal (bron: INSEE-tellingen).